# Duguetia riedeliana
Duguetia riedeliana R.E.Fr. – gatunek rośliny z rodziny flaszowcowatych (Annonaceae Juss.). Występuje endemicznie w Brazylii – w stanie Rio de Janeiro. 

## Morfologia
PokrójZimozielone drzewo lub krzew dorastające do 4–6 m wysokości.
LiścieMają kształt od owalnego do eliptycznego. Mierzą 5–14 cm długości oraz 2–5 cm szerokości. Blaszka liściowa jest całobrzega o tępym wierzchołku.
KwiatySą pojedyncze, rozwijają się w kątach pędów. Płatków jest 6, mają białawą barwę. Kwiaty mają około 150 słupków.
OwoceMają kulisty kształt. Osiągają 75 mm średnicy. Mają brązowożółtawą barwę.

## Biologia i ekologia
Rośnie w częściowo zimozielonych lasach, na wybrzeżu, na terenach nizinnych.